# Horst Eckel
Horst Eckel (* 8 de febrer de 1932 a Vogelbach, avui Bruchmühlbach-Miesau, Renània-Palatinat; † 3 de desembre de 2021) fou un futbolista alemany de la dècada de 1950 i l'últim heroi vivent del Miracle de Berna, 1954.
Fou 32 cops internacional amb la selecció alemanya amb la qual participà en la Copa del Món de futbol de 1954 i a la Copa del Món de futbol de 1958.
Pel que fa a clubs, defensà els colors del 1. FC Kaiserslautern i SV Röchling Völklingen.